# Espacenet
Espacenet（エスパスネット）は、欧州特許庁及び欧州特許条約加盟国の特許庁が提供する、特許及び特許出願の検索のための無料のオンライン・サービスである。かつてはesp@cenetと表記された。
1998年10月にサービスを開始。2006年6月27日より日本語の検索ページが正式に利用可能になった。
European Patent Register等と連携し、最新の審査状況や出願に関する書類（包袋）を入手することができる。

## 類似のデータベース
- PAIR - 米国特許商標庁が運営する特許検索サイト。
- 特許情報プラットフォーム（J-PlatPat） - 独立行政法人工業所有権情報・研修館が運営する特許検索サイト。